# Шуру (фильм, 1990)
Шуру (ивр. שורו‎) — израильский комедийный фильм 1990 года режиссёра Шаби Габизона. Это первый полнометражный фильм Габизона. В главных ролях Моше Ивги, Моше Ферстер и Керен Мор. Фильм получил самую первую премию Офир за лучший фильм, за лучшую мужскую роль (Моше Ивги), за сценарий и другие. Получил премию Волджина на Иерусалимском фестивале и награды на Хайфском кинофестивале. Как победитель премии Офир стал израильским кандидатом на премию «Оскар» за лучший международный фильм на 63-й церемонии вручения премии Оскар, но не был номинирован.

## Сюжет
Фильм о «мелком аферисте Ашере (Моше Ивги), который становится гуру». Несостоявшийся бизнесмен, лишенный честности, но харизматичный, пытается способствовать продажам своей книги. Один из методов, который он предлагает в своей книге, — совершать хотя бы одно бесцельное действие каждый день. Жизнь Ашера меняется, когда он становится гостем телевизионной программы, после её трансляции вокруг него собирается группа, которая делает его своим духовным лидером. Внутри группы есть предательства, секреты и любовь. Фильм рассказывает историю типичных тель-авивцев 1980-х годов.

## Актёры
«удается передать захватывающий, смешной и меланхоличный тон, который редко можно найти в израильском кино»
- Шмуэль Эдельман[англ.]
- Моше Ферстер[англ.] в роли Моше
- Шэрон Хакоэн[англ.]
- Моше Ивги в роли Ашера
- Кафри, Эзра[англ.]
- Керен Мор в роли Шимрит, жены Ашера.

## Приём
Газета Гаарец указала на сходство с фильмами Вуди Аллена: «Невозможно спутать источник вдохновения».